# Amélie Goudjo

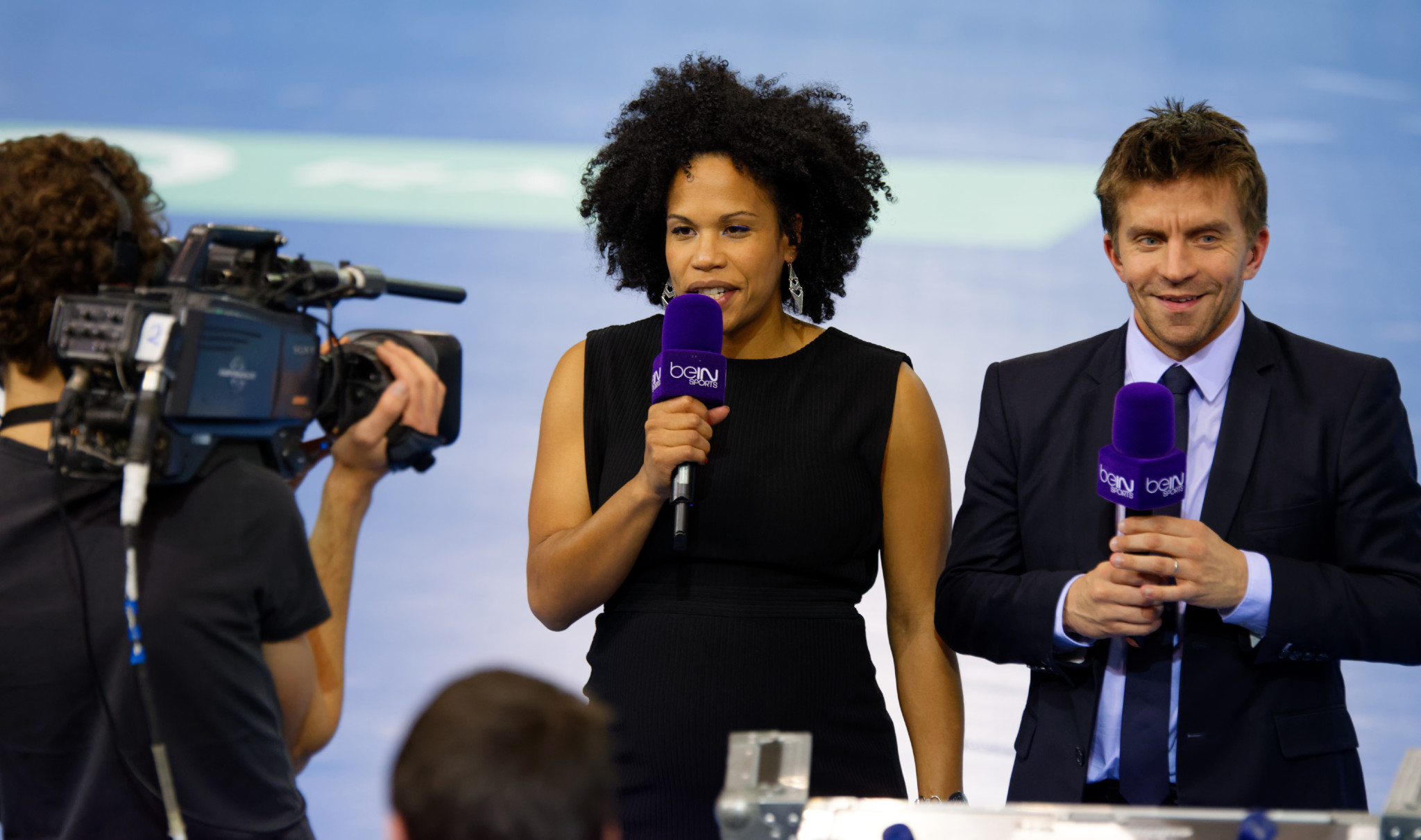
Aux commentaires pour la chaîne tv BeIn Sports (avec Xavier Hamel) lors de la rencontre entre Issy Paris Hand et Fleury. A Issy Les Moulineaux, le 7 novembre 2016.

Amélie Goudjo, née le 19 avril 1980 à Nantua (Ain), est une handballeuse française, évoluant au poste de pivot. De mai 2010 à juin 2012, elle est la capitaine de l'équipe de France.

## Biographie
Originaire d'Hauteville-Lompnes, Amélie Goudjo découvre le handball au collège Sixdenier, ce sport faisant partie du programme d'éducation physique. Elle évolue avec l'équipe UNSS puis rejoint le club qui s'est monté. Ses qualités sont rapidement détectées et bien vite elle est sélectionnée avec l'équipe départementale.
Elle rejoint le sport étude Jean Perrin à Lyon, joue à Méximieux, un club de Nationale de la région avant de partir à 18 ans pour l'ASUL Vaulx-en-Velin qui évolue en Première Division (D1F). Au cours des 5 saisons passées dans le club rhodanien, elle subit son pire souvenir handballistique : une rupture du ligament croisé antérieur du genou droit contractée en septembre 2001. Elle profite alors de cette indisponibilité sportive pour réussir avec mention Bien son DESS de sociologie en développement local.
En 2003, à la suite de la relégation du club en D2F, elle signe au Toulon Var HB ASCM (D1F) où elle évolue pendant deux saisons. En 2005, elle rejoint ensuite Mariama Signaté au CJF Fleury-Les-Aubrais où elle se voit confier, dès son arrivée, le rôle de capitaine.
Le 8 mai 2005, elle connait sa première sélection en équipe de France lors d'un match amical face à la équipe de Roumanie à Lyon. Elle sera ensuite sélectionnée  en décembre pour disputer le championnat du monde en Russie où la France termine à la 12e place.
En 2007, après avoir obtenu le maintien en D1F avec son équipe, elle part pour le club ambitieux d'Issy-les-Moulineaux où elle évolue notamment aux côtés de Paule Baudouin, Sophie Herbrecht, Allison Pineau et Angélique Spincer. Elle retrouve les stages de l'équipe de France en novembre, où elle est confirmée comme le 4e pivot de l'équipe de France. Elle fait partie de la liste des 28 joueuses présélectionnées pour le Championnat du monde 2007 organisé en France. Cependant, elle ne figure pas dans la sélection finale et ne participe pas à la compétition.
À l'issue d'une saison à nouveau remarquable, au cours de laquelle elle contribue à l'ascension de son nouveau club à la troisième place du championnat de France, elle décide de poursuivre sa carrière en Espagne. Elle rejoint ainsi l'Akaba Bera Bera où évoluent Raphaëlle Tervel, Johanna Bouveret et Alexandra Lacrabère. Elle espère alors y trouver la reconnaissance qu'elle ne parvient pas à obtenir en France.
En 2009, elle remporte son premier titre senior: la Coupe de la Reine (Coupe d'Espagne). En juin, elle est rappelée en équipe de France pour la double confrontation contre la Croatie et participe activement à la qualification de la France pour le Mondial 2009 en Chine du mois de décembre. Trois ans et demi après sa dernière participation en Russie, elle honore ainsi ses seizième et dix-septième sélections.
Elle est également retenue pour les Jeux Méditerranéens 2009 du début de l'été. Son expérience, ses qualités personnelles et une très bonne connaissance de la plupart de ses coéquipières avec lesquelles elle a joué en club conduisent à la désigner comme la capitaine de l'équipe de France.
Elle participe à sa troisième finale de la saison et conduit ses troupes à la médaille d'or, remportant à titre personnel son second trophée de la saison.
Saisissant la chance qui lui a été enfin donnée, elle s'impose rapidement comme un rouage indispensable de cette nouvelle équipe de France en devenir. Suppléant son équipière de Bera Bera, Raphaëlle Tervel, elle conduit à nouveau l'équipe de France lors de la World Cup et au septième Tournoi international de Paris Île-de-France féminin (TIPIFF), en préparation au Mondial de Chine. Renouant avec une victoire qui se refusait depuis 2003 dans ce tournoi, la sélection nationale remporte son deuxième trophée de la saison.
Cette victoire est en fait annonciatrice de la naissance de la nouvelle équipe de France. Après des débuts manqués, l'équipe monte en puissance et se qualifie pour la troisième fois de son histoire pour les demi-finales d'un championnat du monde. L'expérience d'Amélie, associée à celle de son équipière de Bera Bera, la capitaine Raphaëlle Tervel est un plus incontestable auprès de leurs jeunes équipières pétries de talent et d'enthousiasme.
La reconnaissance tant méritée par cette joueuse exceptionnelle, tant sur le plan technique que sur celui des relations humaines au sein du groupe, se confirme en cette année 2009. Elle devient vice-championne du monde de handball avec l'équipe de France et trouve un éclairage médiatique conforme à ses qualités.
En 2010, elle manque les deux premiers rendez-vous amicaux contre la Roumanie, retenue par son club pour défendre la Coupe de la Reine conquise en 2009. Elle retrouve le groupe et l'équipe pour les rencontres décisives contre l'Autriche. Et deux victoires après, elle se retrouve, à deux matches de la fin, qualifiée avec l'équipe de France pour le Championnat d'Europe qui se dispute en décembre en Norvège et au Danemark : une nouvelle compétition pour étalonner cette équipe de France nouvelle génération.

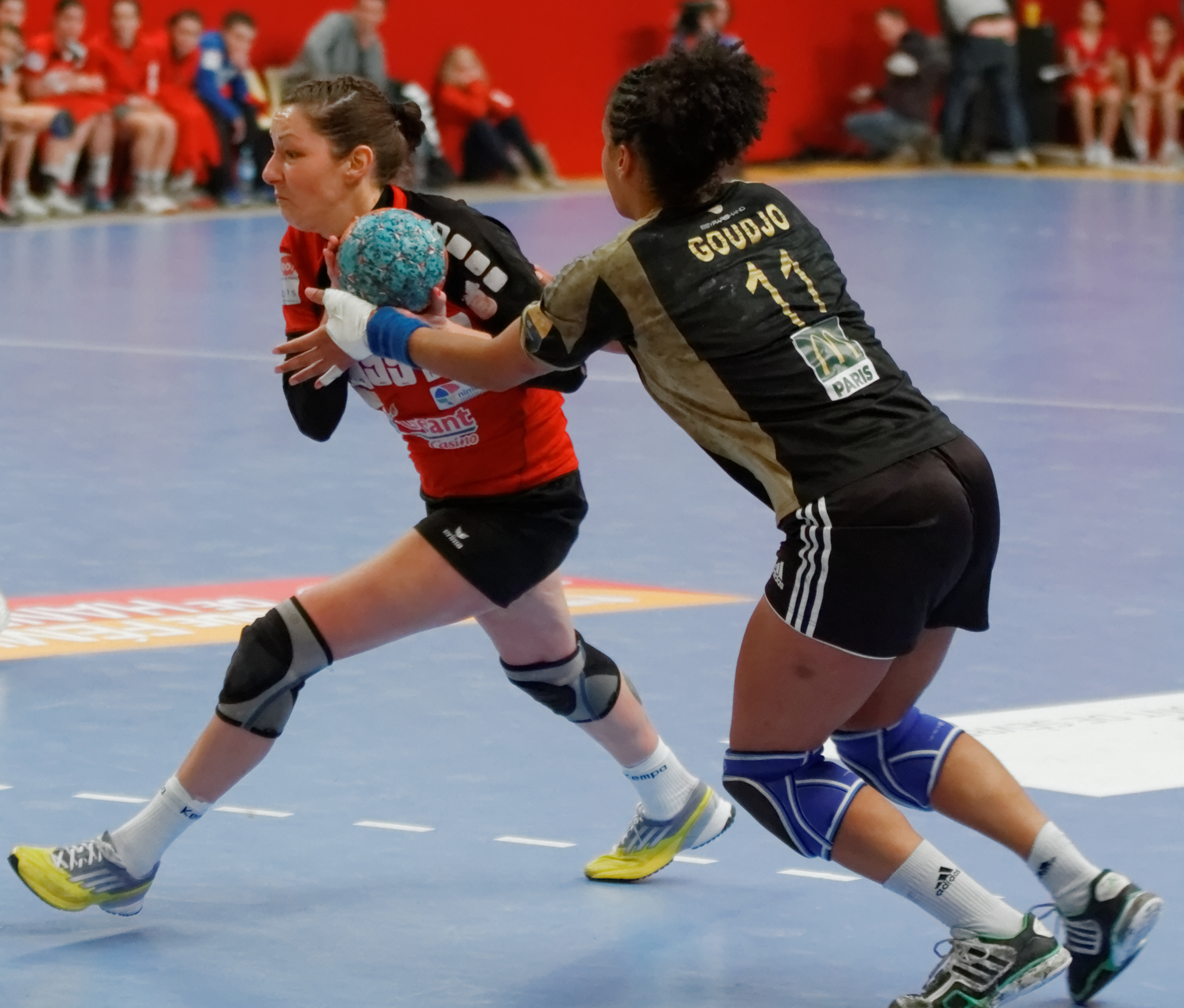
Face à Nîmes lors de la finale de la coupe de la ligue 2013.

Après deux saisons en Espagne, elle retrouve la Ligue féminine de handball et les couleurs d'un club connu, autour d'un nouveau projet : Issy Paris Hand. Si sa carrière prend un nouveau tournant avec son retour en France, elle reste une pièce maîtresse de l'équipe de France pesant tant sur le jeu, notamment par ses qualités défensives et son adresse en attaque que sur le groupe lui-même. En l'absence de Raphaëlle Tervel, elle s'impose comme la capitaine de ce groupe, jeune et pas toujours très expérimenté qu'elle conduit à la World Cup et au TIPIFF.
Au cours du tournoi de préparation parisien, elle honore sa 50e sélection, fêtée comme il se doit par Joël Delplanque, président de la FFHB.
Au championnat d'Europe 2010 en Norvège, après un début de compétition délicat, lui demandant beaucoup d'échanges en coulisses avec ses coéquipières, elle se retrouve à la tête d'une équipe de France retrouvée qui signe cinq victoires consécutives pour terminer à une prometteuse cinquième place. Elle réalise une seconde semaine de compétition de tout premier ordre, intraitable en défense et réaliste en attaque.
La saison 2010-2011, en club, est marquée par une compétition difficile au sein d'une équipe jeune, qui alterne de très belles performances et des résultats plus contrastés. L'essentiel est cependant assuré, avec le maintien en LFH. L'équipe est renforcée, à l'intersaison par l'arrivée de Mariama Signaté et Anne-Sophie Kpozé, ses deux anciennes équipières à Fleury-les-Aubrais.
Du côté de l'équipe de France, l'objectif Jeux olympiques de Londres reste de mise avec la qualification indispensable pour le championnat du monde 2011 qui se déroule au Brésil. Confirmée à la tête de l'équipe de France, à l'issue de l'intérim assurée en l'absence de Raphaëlle Tervel, elle conduit la sélection française lors de la double victoire contre la Slovénie au mois de juin.
En décembre 2011, au championnat du monde au Brésil, elle conduit l'équipe de France jusqu'à la finale. Privée, sur blessures, de deux de ses éléments majeurs Mariama Signaté et Allison Pineau, l'équipe de France ne parvient pas à franchir la dernière marche face à la redoutable Norvège, malgré un groupe de supporteurs venu en nombre pour assister à la finale. Avec son club d'Issy-paris Handball, elle domine la saison régulière de LFH mais doit s'incliner lors de la finale de la LFH face à l'Arvor 29, relégué administrativement quelques semaines plus tard.
Elle conduit l’Équipe de France à la qualification pour l'Euro 2012, avant d'être victime de l'un des choix contestable de l'entraîneur national, qui l'écarte de la sélection aux Jeux Olympiques de Londres, sans lui fournir la moindre explication. Après une très bonne phase de poule où la France termine en tête de la poule la plus relevée, elle s'incline en quart de finale face au Monténégro, future vice-championne olympique et championne d'Europe 2012, emmenée par sa star Bojana Popović.
En 2012/2013, privée d’Équipe de France, elle se consacre à sa saison en club. Une saison riche en événements sportifs : tournoi qualificatif en ligue des champions, victoire en Coupe de la Ligue, finaliste en Coupe d'Europe des vainqueurs de Coupe (C2) et 3e du championnat de France. Une fin de saison toutefois perturbée par une blessure qui la prive des dernières rencontres de la saison.
Elle reprend la compétition, après une longue convalescence en octobre 2013. Très rapidement, le nouveau sélectionneur national, Alain Portes, la rappelle dans le groupe qui doit préparer le championnat du monde 2013 organisé en Serbie au mois de décembre, mettant un peu plus sa griffe à cette équipe de France et marquant l'indispensable rupture avec son prédécesseur. Elle retrouve toute sa place dans le groupe et dans l'équipe, participant à ses 4èmes championnat du monde, pour engager cette nouvelle olympiade.
Le 26 mars 2014, en Islande, lors d'un match qualificatif à l'Euro, elle fête sa 100e sélection sous le maillot des bleues.
En fin de saison 2013-2014, avec son club d'Issy Paris elle anime les phases finales de trois compétitions en disputant tour à tour la finale de la Coupe d'Europe (Challenge Cup), la finale de la Coupe de France et la finale de LFH. Trois finales marquées par trois résultats défavorables, devant se contenter de la seconde marche du podium. Après quatre saisons à Issy-Paris, elle s'engage à l'été 2014 pour le club slovène de Krim Ljubljana. Le 6 mars 2015, cinq jours après l'annonce du départ d'Allison Pineau, le club slovène annonce une rupture mutuelle du contrat qui la liait jusqu'en 2016.
En septembre 2015, elle décide de mettre un terme à sa carrière sportive. Elle devient alors consultante pour la télévision.

## Activités extra-sportive
Toujours attentive aux jeunes et faisant preuve d'une grande disponibilité, elle est la marraine du grand tournoi des Moins de 12 du sud-Ouest lyonnais, organisé par le HBC Mornant et L'AL Saint Genis-Laval handball qui a accueilli, à ses côtés, Mariama Signaté en 2007 et Gnonsiane Niombla, championne d'Europe jeune en titre, en 2008.
En 2010, elle participe en tant que marraine à l'opération « Les Mercredis du Handball », initié par la RATP, partenaire de la FFHB et de l’équipe de France féminine depuis 2007. Cette opération consiste à favoriser la pratique sportive des jeunes filles des quartiers populaires d'Île-de-France. Lors de celle-ci, elle déclare: « Je suis ravie de pouvoir apporter mon soutien à une telle opération.
Inciter les jeunes filles, notamment des quartiers sensibles, à pratiquer une activité
sportive est une très bonne initiative. Je suis heureuse d’apporter un peu de mon
expérience et de pouvoir partager ma passion pour ce sport auprès de jeunes filles non licenciées.»
En 2011, la RATP a demandé à Amélie Goudjo d’être à, nouveau, la marraine des « Mercredis du Handball ». Internationale française, capitaine de l'équipe de France, avec 73 sélections et joueuse du club d’Issy Paris Handball, Amélie a accepté son rôle avec conviction : « Le sport loisir comme le sport de haut niveau ne doit pas être réservé aux hommes. Le handball est un très bon support de promotion du sport auprès des jeunes filles. Je suis ravie d’être impliquée dans ce projet qui vise à casser les stéréotypes. »
En 2011, elle met en place Hand’elles, un projet d’éducation pour les jeunes filles 
"L’idée de Hand’elles est d’organiser, tous les samedis matins, un temps de handball et de soutien scolaire pour des jeunes filles issues des quartiers populaires de Paris. De 9 h à 12 h, des filles âgées de 9 à 12 ans (du CM1 à la classe de 5e) se retrouvent pour 1 h 30 de hand et 1 h 30 de soutien scolaire. J’ai participé à la création de l'association "Educ’hand" avec mon club d'Issy Paris et la Marie de Paris, il y a un mois et demi pour piloter l’opération. J’en suis la responsable et la coordinatrice. À ce titre, j’assure la liaison entre tous les acteurs : les clubs de hand parisiens qui mettent à disposition des éducateurs pour la partie handball, et les associations de soutien scolaire ou les bénévoles qui s’occupent de la partie enseignement."
Le projet Hand’elles a été lancé en octobre, pour le moment dans six arrondissements de Paris (12e, 13e, 14e, 17e, 18e, 19e)
Le but, à terme, est d’élargir le projet sur davantage d’arrondissements, et de proposer des stages de vacances, Hand’stages, sur le même principe : associer la découverte du handball, le soutien scolaire et une ouverture sur d’autres thématiques culturelles, le violon, l’anglais, la visite de musées… 
En 2012, elle devient consultante pour BeinSport pendant les Jeux Olympiques et continue cette activité sur les chaînes du groupe CANAL (Euro féminin en Serbie et finale de la coupe de France féminine à Bercy).
En 2013, Educ'hand lance un nouveau projet au Bénin pendant la Coupe de la Ligue organisée à Paris. Cet événement va permettre de mettre en lumière le lancement d'une nouvelle opération "I love Bénin" dont l'objectif est d'accompagner la fédération Béninoise, plusieurs clubs sportifs et établissements scolaires dans la mise en place de 4 sites Hand'elles.
Le 7 septembre 2013, elle participe à l'inauguration de la salle omnisports portant son nom à Hauteville-Lompnes dans l'Ain. Cet événement local la consacre dans la ville où elle a grandi et où elle a fait ses premières classes de handball.
Durant les Jeux olympiques 2020 à Tokyo, elle est consultante pour Eurosport et commente les matchs de handball.

## Clubs
- 1994-1995 :  ES Hauteville-Lompnes
- 1995-1997 :  HB Méximieux
- 1997-1998 :  RC Montluel
- 1998-2003 :  ASUL Vaulx-en-Velin
- 2003-2005 :  Toulon Var HB
- 2005-2007 :  CJF Fleury-Les-Aubrais
- 2007-2008 :  Issy-les-Moulineaux HBF
- 2008-2010 :  BM Bera Bera, (San-Sébastian)
- 2010-2014 :  Issy-Paris Hand
- 2014-03/2015 :  Krim Ljubljana

## Palmarès

### Club
compétitions internationales
- finaliste de la coupe d'Europe des vainqueurs de coupe en 2013 (avec Issy Paris Hand)
- finaliste de la coupe Challenge en 2014 (avec Issy Paris Hand)

compétitions nationales
- vainqueur de la coupe de la Reine (coupe d'Espagne) en 2009 (avec Akaba Bera Bera)
- vainqueur de la coupe de la Ligue en 2013 (avec Issy Paris Hand)
- championne de France D2 en 2000  (avec ASUL Vaulx-en-Velin)
- vice-championne de France en 2012 et 2014 (avec Issy Paris Hand)
- finaliste de la coupe de France en 2014 (avec Issy Paris Hand)

divers
- 1996 : Championne de France Cadettes - Ligue du Lyonnais
- 1998 : Championne de France Inter-Sports Études (Lycée Jean Perrin Lyon)
- 1998 : 6e aux Championnats du Monde Sports Études (République tchèque)

### Équipe de France
championnats du monde
- 12e place au championnat du monde 2005
- Médaille d'argent au championnat du monde 2009
- Médaille d'argent au championnat du monde 2011
- 6e place au championnat du monde 2013[9]

championnats d'Europe
- 5e place au championnat d'Europe 2010

Jeux méditerranéens
- Médaille d'or aux jeux méditerranéens en 2009

autres
- capitaine de l'équipe de France aux Jeux méditerranéens 2009